# Pleuromnema
Pleuromnema là một chi bướm đêm thuộc họ Noctuidae.